# 亞士蘭 (堪薩斯州)
亞士蘭（英語：Ashland）是一個位於美國堪薩斯州克拉克縣的城市。同時該地也是克拉克縣的縣治。

## 地方資料
亞士蘭的座標為37°11′12″N 99°46′09″W / 37.18667°N 99.76917°W，而該地的海拔高度為602米（即1975英尺）。根據2010年美國人口普查，該地共人口783人，而該地的面積約為4.38平方千米。